# Passo delle Capannelle
(Carlo Emilio Gadda, Verso Teramo)
Il passo delle Capannelle (1.300 m s.l.m.) è un valico dell'Appennino abruzzese, sito in Abruzzo, in provincia dell'Aquila, che scavalca la catena appenninica del Gran Sasso d'Italia a nord e i Monti della Laga a sud attraverso la strada statale 80.

## Storia

### Antico passaggio della via Cecilia
Il  passo delle Capannelle si è prestato ad essere attraversato fin dai tempi più remoti, come testimoniano i ritrovamenti della via Cecilia, la strada usata dai Romani per collegare la conca aquilana (Amiternum), con le città della sponda adriatica (Hatria, Interamnia, ecc).

### Brigantaggio
Pur se anticamente scomodo, e d'inverno spesso innevato, costituiva l'unico valico che metteva in comunicazione i due versanti del Gran Sasso. Il valico nel passato è stato territorio preferito dai briganti tra i quali il sanguinario Giovanni Palombieri, catturato dal carabiniere Chiaffredo Bergia, già in precedenza autore della cattura del brigante Andrea Andreani. Il Palombieri fu scovato nei pressi di Campotosto; furono sparati parecchi colpi di arma da fuoco e vi fu una colluttazione finale dove ebbe la meglio il carabiniere che, seppur ferito, riuscì a immobilizzare il bandito. Nelle tasche di quest'ultimo fu trovata una lettera con la quale egli invitava le bande di confine ad assalire il territorio di Fano Adriano e a compiere vendette ai danni del sindaco di quel paese. La cattura del bandito valse al carabiniere una medaglia d'argento e la sua promozione a brigadiere.

### Transumanza
Il nome  Capannelle, appartenente ad una osteria già presente nel foglio n. 1 dell'Atlante del Regno di Napoli del Rizzi Zannoni del 1808, deriva probabilmente dalle piccole capanne di pastori (appunto  capannelle) che sono dislocate nel territorio circostante. Nel passato il valico era utilizzato dalle greggi nel loro trasferimento transumante dai monti abruzzesi del versante teramano verso le pianure dell'agro romano.

## Descrizione

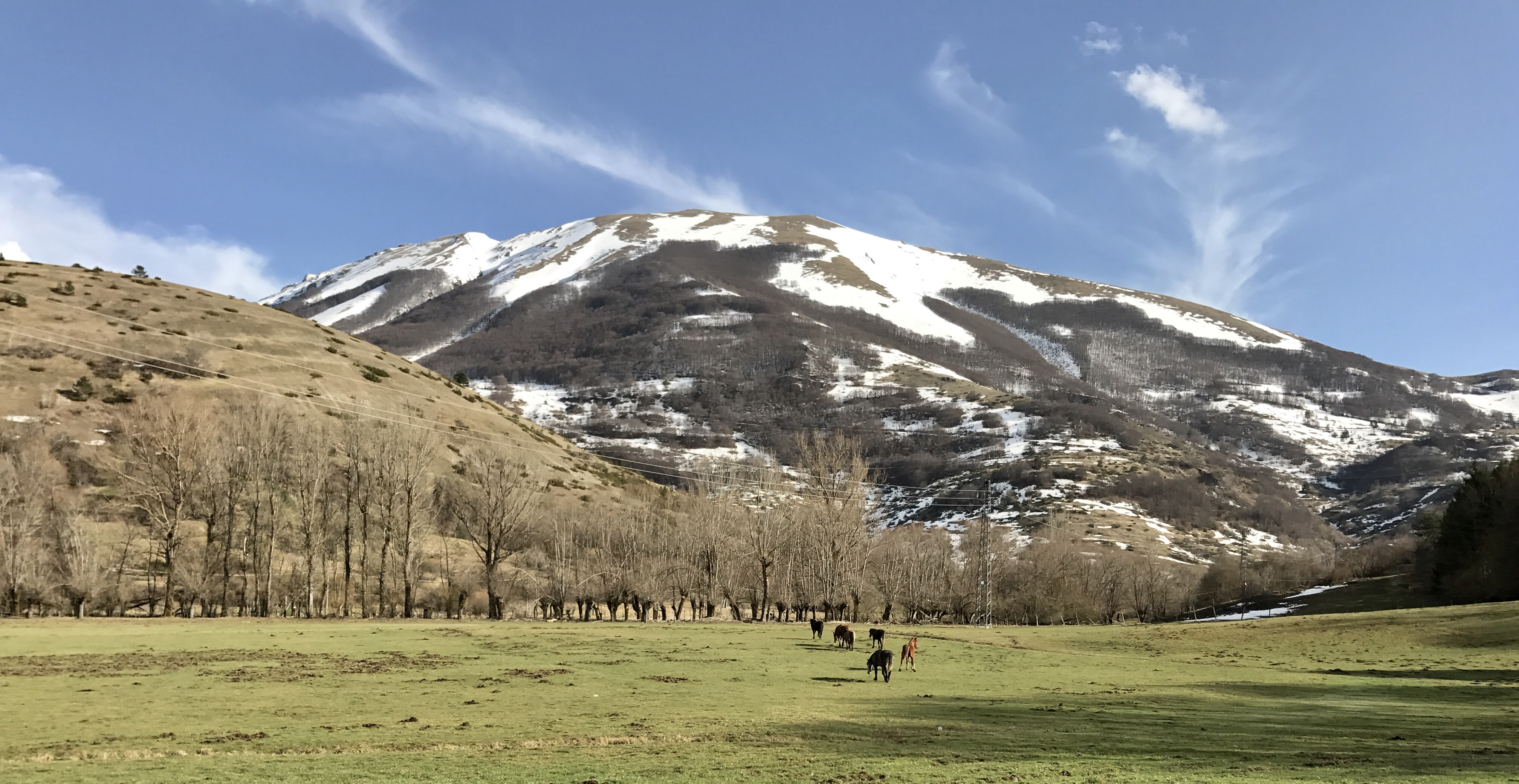
Monte San Franco dal bivio della strada statale 80 del Gran Sasso d'Italia per Campotosto

Il passo mette in comunicazione la provincia di Teramo (Valle del Vomano) con la provincia dell'Aquila (Valle dell'Aterno) all'altezza della conca aquilana ed è dislocato lungo la Strada Maestra del Parco, la strada turistica che attraversa il cuore del Parco nazionale del Gran Sasso e Monti della Laga da Montorio al Vomano all'antica città sabina di Amiternum.
Dal valico parte una strada montana verso sud che costeggia le pendici della dorsale occidentale-settentrionale del Gran Sasso (Monte San Franco, Monte Ienca, Pizzo Camarda, Cima Giovanni Paolo II, Cima delle Malecoste e Pizzo Cefalone), passando per la Valle del Vasto, per giungere ad Assergi-Fonte Cerreto, congiungendosi alla strada statale 17 bis che da Bazzano-Paganica sale a Campo Imperatore.

### Ciclismo
Il  passo delle Capannelle presenta dolci pendenze (3-4%) e un dislivello maggiore nel versante teramano; pendenze medie (5%) e dislivello minore nel versante aquilano. È stato percorso più volte dal Giro d'Italia. A poca distanza dal  passo delle Capannelle e quindi raggiungibili in bicicletta, vi sono interessanti luoghi per il cicloturismo come il perimetro del lago di Campotosto e la Valle del Vasto.